# Dorylaimida
Ordre
Les Dorylaimida sont un ordre de nématodes (les nématodes sont un embranchement de vers non segmentés, recouverts d'une épaisse cuticule et menant une vie libre ou parasitaire).

## Liste des sous-ordres
Selon World Register of Marine Species (23 mai 2021) :
- Dorylaimina
- Nygolaimina

## Liste des familles
Selon GBIF (23 mai 2021) :
- Actinolaimidae
- Aetholaimidae
- Alaimidae
- Anatonchidae
- Aporcelaimidae
- Aulolaimoididae
- Belondiridae
- Campgdoridae
- Carcharolaimidae
- Cobbonchidae
- Diphterophoridae
- Discolaimidae
- Dorylaimidae
- Encholaimidae
- Falcihastidae
- Iotonchusidae
- Leptonchidae
- Longidoridae
- Mononchidae
- Mononchulidae
- Mydonomidae
- Nordiidae
- Nygellidae
- Nygolaimellidae
- Nygolaimidae
- Opailaimidae
- Oxydiridae
- Pararhyssocolpidae
- Paraxonchiidae
- Qudsianematidae
- Thornematidae
- Thornenematidae
- Thorniidae
- Trachypleurosidae
- Tylencholaimellidae
- Tylencholaimidae
- Xiphinematidae
- Dorygaster Khera, 1970
- Nygostylus Sukul, 1973